# Anatema (película)
Anatema es una película española de terror sobrenatural de 2024, dirigida por Jimina Sabadú, quién la coescribió junto a Elio Quiroga. Está producida por Alex de la Iglesia y protagonizada por Leonor Watling, Pablo Derqui, Jaime Ordóñez y Keren Hapuc. Se estrenó en cines españoles el 8 de noviembre de 2024, con distribución de Sony Pictures España.

## Sinopsis
Juana Rabadán, una joven monja, recibe un encargo por parte del Arzobispo de visitar las catacumbas de una de las iglesias más antiguas de Madrid, construida sobre un entramado de pasadizos de origen desconocido. El Arzobispo sospecha que bajo sus interminables túneles se encuentra el Sello de San Simeón, colocado allí por el propio santo eremita con el fin de salvaguardar el mundo de un mal de tiempos pretéritos. Con la ayuda del joven sacerdote Ángel, la novicia Mara, y el exorcista Cuiña, Juana bajará al subsuelo de la ciudad a enfrentarse no sólo a lo sobrenatural, sino también a su pasado.

## Producción
Anatema es una producción de Pokeepsie Films (Banijay Iberia) en asociación con Sony Pictures International Productions, con la participación de Amazon Prime Video. Llegó a los cines de la mano de Sony Pictures Entertainment Iberia, y tras su paso por las salas de cine estará disponible en Prime Video.
La película se ródo a lo largo de seis semanas en diferentes localidades de Madrid, Guadalajara y Vizcaya, con Luis Ángel Pérez como director de fotografía.

## Reparto
| Actor                            | Personaje          |
| -------------------------------- | ------------------ |
| Leonor Watling                   | Juana Rabadán      |
| Pablo Derqui                     | Padre Ángel        |
| Keren Hapuc                      | Mara               |
| Jaime Ordóñez                    | Cuiña              |
| Mauro Brussolo                   | Miguel             |
| Mariano Llorente                 | Ciro               |
| Manuel de Blas                   | Rocco              |
| Xoán Fórneas                     | Saulo              |
| Pablo Guisa Koestinger           | Proxeneta          |
| Juan Manuel Montilla "El Langui" | Saliano            |
| Claudio Villarrubia              | Padre de Ana       |
| Laura Sánchez                    | Monja Blanca       |
| Jennifer Bucovineanu             | Barragana          |
| Christian Pérez                  | Diablo Negro Rocco |
| Juan Codina                      | Tristán B          |
| Feda Lorente                     | Señora Kaftán      |
| Margarita Lascoiti               | Madre Superiora    |
| Mariel Martinez                  | Sor Isolina        |
| India Soria                      | Juana niña         |
| Samuel Sánchez García            | Miguel niño        |
| (Fuente: IMDb.com)               |                    |

## Lanzamiento y marketing
En septiembre de 2024 Sony Pictures anunció que el 8 de noviembre de 2024 se estrenaria Anatema.